# Reportéři ČT
Reportéři ČT jsou investigativní pořad České televize, který se podílel na rozkrytí některých významných kauz a za své reportáže získal celou řadu ocenění.
Pořad se poprvé vysílal dne 1. března 2004. První dva roky vedl pořád dramaturg Zdeněk Pokorný. Moderovala Eva Hrnčířová a Markéta Fialová. Mezi nejvýraznější tváře pořadu patří či patřili dramaturg a moderátor Marek Wollner a reportéři Dalibor Bártek, Filip Černý, Markéta Dobiášová, Michael Fiala, Ondřej Golis, Radek Hromuško, Ondřej Stratilík, Hanuš Hanslík, David Havlík, Silvie Kleková, Jakub Knězů, Lenka Králová, Lukáš Landa, David Macháček, Andrea Máslová, Eva Mikulecká, Jana Neumannová, Adéla Paclíková, Aneta Snopová, David Vondráček a Karel Vrána.
V lednu 2023 po vzájemné dohodě odešel z České televize šéfredaktor reportážní publicistiky Marek Wollner, od ledna 2023 se stala jedinou moderátorkou Aneta Snopová. Od září 2023 se s ní v moderování střídá Hanuš Hanslík. V listopadu 2023 byl z pořadu odstaven redaktor Ondřej Stratilík. Důvodem byla údajně jeho cesta na reportáž do Švédska, kdy cestu a ubytování veřejnoprávnímu novináři platila švédská zbrojařská asociace.

## Kontroverze
Začátkem roku 2017 podal ministr financí Andrej Babiš stížnost Radě České televize kvůli několika reportážím pořadů 168 hodin a Reportéři ČT o okolnostech jeho nákupu dluhopisů Agrofertu. Reportáže měly účelově dehonestovat jeho osobu a zamlčovat známé, klíčové informace. Televize proti němu údajně vedla dlouhodobou politickou kampaň. Rada ČT Babišovu stížnost jednohlasně zamítla. Rovněž Rada pro televizní a rozhlasové vysílání, k níž směřoval obdobnou stížnost, ji odložila.